# Pseudasthenes humicola
Pseudasthenes humicola là một loài chim trong họ Furnariidae.